# La Chapelle-Saint-Fray
La Chapelle-Saint-Fray is een gemeente in het Franse departement Sarthe (regio Pays de la Loire) en telt 364 inwoners (1999). De plaats maakt deel uit van het arrondissement Mamers.

## Geografie
De oppervlakte van La Chapelle-Saint-Fray bedraagt 6,3 km², de bevolkingsdichtheid is 57,8 inwoners per km².
De onderstaande kaart toont de ligging van La Chapelle-Saint-Fray met de belangrijkste infrastructuur en aangrenzende gemeenten.

## Demografie
Onderstaande figuur toont het verloop van het inwonertal (bron: INSEE-tellingen).